# 式場精神病院火災
式場精神病院火災（しきばせいしんびょういんかさい）とは、1955年（昭和30年）6月18日に千葉県市川市国府台町（現:国府台）で起きた火災。

## 式場精神病院
式場精神病院（北緯35度45分21秒 東経139度54分9秒 / 北緯35.75583度 東経139.90250度）は、1936年（昭和11年）に、市川市大字国分字新山（現:市川市国府台六丁目）に式場隆三郎が創設した精神科、神経科の病院である。若いころ文学も志していた式場は文学や美術にも造詣が深く、精神分析の観点から芸術家の伝記を書くなど、文化人としても高名であった。また、顧問を務めていた知的障害児施設「八幡学園」でちぎり紙細工を創作する山下清の才能を見抜き、支援をした。式場精神病院は当時としては極めて先進的な病院で、飯島亮設計の広大なバラ園が院内にあり、患者たちの心を和ませていた。院長の式場隆三郎はバラにも造詣が深く、1950年ごろに千葉県初のバラ園として造園し、バラ療法と称する作業療法を採り入れていた。現在も100種500株のバラが育てられている。

## 火事のあらまし
6月18日午前1時7分ごろ、第1病棟に入院中の患者が用便のためにトイレに行ったところ、天井から火が出ているのを発見した。その患者はすぐに大声で火事を当直の看護婦2人に通報した。看護婦はバケツに水を汲み初期消火を試みたが、全く鎮火する気配が無く、非常ベルで、別の棟に詰めていた当直医に火事を知らせた。非常ベルで火災を知った当直医や別棟に当直していた看護婦、近所の住人が駆けつけ、入院患者の救出に当たった。しかし精神病院という特殊性のため、病棟の窓・出入口・非常口とも施錠がなされ、鍵が無いと開けることが出来ず、患者の避難は困難を極めた。また、非常ベルが鳴ると同時に電気系統が被熱により停電した。
消防署が火災を知ったのは1時24分で、望楼からの発見であった。病院から通報があったのはその2分後である。消防隊が駆けつけたときには木造の病棟3棟はすでに手をつけられない状態で、4棟の病棟を全焼させ2時ごろ鎮火した。患者18人が焼死した。
被害が大きくなった原因として、燃えやすい老朽化した木造建築であったこと、きちんと設置されていた消火器・屋内消火栓が初期消火で全く使用されなかったこと、消防への通報が遅れたこと、病院の性質から窓や出入口・非常口まで施錠されており、中から容易に開けられないようになっていたことが挙げられる。事実、死者の多くが開けられることがなかった非常口の前で発見されている。

## 火事のその後
この火災では、職員への消火訓練の励行や速やかな消防への通報、避難誘導のあり方などが教訓とされた。
その後、病院は再建され、現在も医療法人式場病院として患者の治療に当たっている。